# Dubioza Kolektiv
Dubioza Kolektiv ist eine 2003 von Mitgliedern der Bands „Gluho doba against Def Age“ (Zenica) – Adisa Zvekić, Adis Zvekić, Almir Hasanbegović – und „Ornamenti“ (Sarajevo) – Brano Jakubović und Vedran Mujagić gegründete Dub-Band aus Bosnien und Herzegowina. Weitere Mitglieder sind der Gitarrist Armin Busatlić sowie der Schlagzeuger Senad Šuta und der Perkussionist Orhan Oha Maslo. Live treten sie achtköpfig auf: drei Vokalisten, Gitarre, Bass, Schlagzeug, Percussion und Keyboard/Sampler.

## Werdegang
Gramofon Records gab Dubiozas erstes Album im April 2004 unter dem Titel Dubioza Kolektiv heraus. Im Dezember 2004 entstand das zweite Album Open Wide. Auf diesem Album finden sich Tracks mit dem Dub-Poeten Benjamin Zephaniah und Mush Khan der Pakistani-UK-Band Fun-Da-Mental. Im Juni 2006 erschien Dubnamite. Gast auf diesem Album ist der französische Musiker Niköll (Nicolas Cante). 2013 veröffentlichte die Band das Album Apsurdistan. Dieses wird zum kostenlosen Download auf der offiziellen Website angeboten.

## Diskografie

### Alben
- 2004: Dubioza kolektiv
- 2006: Dubnamite
- 2008: Firma Ilegal
- 2010: 5 do 12
- 2011: Wild Wild East
- 2013: Apsurdistan
- 2015: Happy Machine
- 2017: Pjesmice za djecu i odrasle
- 2020: #fakenews
- 2022: Agrikultura

### EPs
- 2004: Open Wide
- 2014: Happy Machine

### Singles (Auswahl)
| - 2006: Marijuana - 2008: Blam - 2010: Kokuz - 2011: U.S.A. - 2013: Kažu - 2013: Volio BiH - 2013: Prvi Maj - 2013: Brijuni - 2013: Tranzicija - 2015: Free.mp3 | - 2015: No Escape - 2015: Ni chicha ni limoná (mit La Pegatina) - 2015: Hay Libertad (mit La Pegatina) - 2015: Red Carpet (mit Manu Chao) - 2015: Boom! (mit Džambo Agušev) - 2017: Himna Generacije - 2019: Cross the Line (mit Manu Chao) - 2019: Druschba (mit Russkaja) - 2022: Take Me To America (mit Salvatore Ganacci) - 2022: Može li? |